# Бене Ґессерит
Бене Ґессерит (англ. Bene Gesserit) — соціальна, релігійна та політична організація у всесвіті Дюни. Стародавня (і перша) школа тренування тіла та розуму, створена спочатку жінками, після того як Великий Джихад, або Джихад Слуг, знищив так звані «мислячі машини» та роботів. Адепти навчаються у Материнській Школі на Валлаху IX.
Розташування штаб-квартири Бене Ґессерит, більш відомої як капітул, засекречено. Наслідуючи свої принципи, орден лояльний тільки до самого себе. Іноді сестри демонструють лояльність і щодо інших соціальних чи політичних груп, якщо це потрібно для досягнення глобальних цілей громади.